# Zuzana Tvarůžková
Zuzana Tvarůžková (* 26. dubna 1983 Litvínov) je česká novinářka, reportérka a moderátorka, v letech 2014 až 2022 moderovala pořad Interview ČT24, předtím též krátce uváděla televizní pořady Události, komentáře či 168 hodin. V březnu 2024 se stala moderátorkou pořadu Spotlight na Aktuálně.cz.

## Život
Narodila se v Litvínově a do české rodiny. Jejím biologickým otcem je Kubánec, jenž pracoval v litvínovské chemičce. Krátce poté, co s ním matka Zuzany Tvarůžkové přišla do jiného stavu, se však musel vrátit do Havany. Dceru tak matka vychovávala spolu s manželem Ladislavem Tvarůžkem, s nímž měla i dvě manželské děti, starší dceru Lucii a mladšího syna Ladislava. Zuzana svého biologického otce kontaktovala až v dospělosti prostřednictvím sociální sítě Facebook.
V mládí uvažovala o dráze klavíristky a navštěvovala přípravný ročník konzervatoře. Rozhodla se však pro všeobecné gymnázium. Po maturitě pokračovala na právnické fakultě, kde studium přerušila.
V roce 2003 začínala jako novinářka v nedělníku Nedělní svět. Do České televize nastoupila v roce 2005, když se rozjížděl zpravodajský kanál ČT24. Stala se redaktorkou domácí redakce, specializovala se na problematiku politiky a justice.
Od 15. dubna do 1. července 2012 moderovala pořad 168 hodin za Noru Fridrichovou, která byla tou dobou na mateřské dovolené. V roce 2013 moderovala spolu s Barborou Černoškovou soutěž Kdy to bylo, vysílanou při příležitosti 60. výročí televize. Od dubna do června 2014 krátce uváděla Události, komentáře a od dubna 2014 moderovala pořad Interview ČT24, ve kterém se po týdnu střídala v uvádění s Danielem Takáčem. V září a říjnu 2014 moderovala společně s Václavem Moravcem předvolební debaty ČT před komunálními volbami 2014.
K roku 2012 byla Tvarůžková svobodná. Z matčiny strany má dva polorodé sourozence. Její starší sestra Lucie Tvarůžková k témuž roku (2012) působila coby novinářka a mladší bratr Ladislav studoval ekonomii na londýnské škole. Je aktivní v obecně prospěšné společnosti Čokoládové děti, je členkou její správní rady.
V březnu 2022 odešla na mateřskou dovolenou a v červnu 2022 se jí a jejímu partneru Samuelovi narodila dcera. Po rodičovské dovolené se měla vrátit zpět do České televize, ale nakonec se rozhodla, že od března 2024 bude se Světlanou Witowskou moderovat na Aktuálně.cz rozhovorový pořad Spotlight.